# بيرول بارلاك
بيرول بارلاك (بالتركية: Birol Parlak)‏ (1 مارس 1990 بريزا في تركيا - ) هو لاعب كرة قدم تركي في مركز الدفاع. شارك مع منتخب تركيا ب لكرة القدم ‏. أما مع النوادي، فقد لعب مع إسكيشهرسبور وفتحية سبور وكايسري سبور ومرسين إيدمانيوردو وBüyükçekmece Tepecikspor ‏ وTarsus İdman Yurdu ‏ وTuranspor ‏.

## وصلات خارجية
- بيرول بارلاك على موقع اتحاد تركيا (لاعب) (الإنجليزية)
- بيرول بارلاك على موقع قاعدة بيانات كرة القدم.إي يو (الإنجليزية)
- بيرول بارلاك على موقع Soccerway.com (الإنجليزية)
- بيرول بارلاك على موقع عالم كرة القدم.نت (الإنجليزية)